# NGC 6390
NGC 6390 (również PGC 60356 lub UGC 10881) – galaktyka spiralna (Sbc), znajdująca się w gwiazdozbiorze Smoka. Odkrył ją Lewis A. Swift 7 lipca 1885 roku.